# Damageplan
Damageplan – amerykański zespół metalowy założony w 2003 roku przez braci Darrella Lance’a Abbotta znanego jako Dimebag Darrell i Vincenta Paula Abbotta znanego jako Vinnie Paul, występujących wcześniej w zespole Pantera. Skład uzupełnili wokalista Patrick Lachman, grający wcześniej na gitarze w zespole Halford i basista Bob Zilla. Zespół wydał swój debiutancki album New Found Power na początku 2004 roku.
Podczas koncertu 8 grudnia 2004 zginął Dimebag Darrell oraz trzy inne osoby, zastrzelone przez Nathana Gale'a, byłego żołnierza Korpusu Piechoty Morskiej Stanów Zjednoczonych, cierpiącego na zaburzenia psychiczne. Gale został zastrzelony przez policję. Nie udało się ustalić motywów jego działania. Niektórzy świadkowie twierdzą, że winił on braci Abbott o rozpad Pantery.

## Dyskografia
Albumy
| Rok  | Tytuł                                                             | Pozycja na liście | Pozycja na liście | Pozycja na liście | Pozycja na liście | Sprzedaż         |
| Rok  | Tytuł                                                             | USA               | FRA               | JPN               | UK                | Sprzedaż         |
| ---- | ----------------------------------------------------------------- | ----------------- | ----------------- | ----------------- | ----------------- | ---------------- |
| 2004 | New Found Power - Data: 10 lutego 2004 - Wydawca: Elektra Records | 38                | 145               | 58                | 133               | - USA: 148 tys.+ |

Single
| 2004                           | „Save Me”            | 16 | New Found Power |
| 2004                           | „Pride”              | 30 | New Found Power |
| 2004                           | „Breathing New Life” | –  | New Found Power |
| 2004                           | „Explode”            | –  | New Found Power |
| „–” pozycja nie była notowana. |                      |    |                 |